# San Francisco Maritime National Historical Park
San Francisco Maritime National Historical Park is een historisch park in San Francisco (Californië). Het park omvat een vloot van historische schepen, een bezoekerscentrum, een maritiem museum en een bibliotheek.
Het Aquatic Park Historic District, een National Historic Landmark District, is binnen het parkgebied gelegen. Bovendien zijn een aantal van de schepen die deel uitmaken van het San Francisco Maritime NHP ook individueel erkend als National Historic Landmarks.

## Historische schepen
De historische schepen liggen aangemeerd aan Hyde Street Pier. De vloot bestaat uit de volgende schepen:

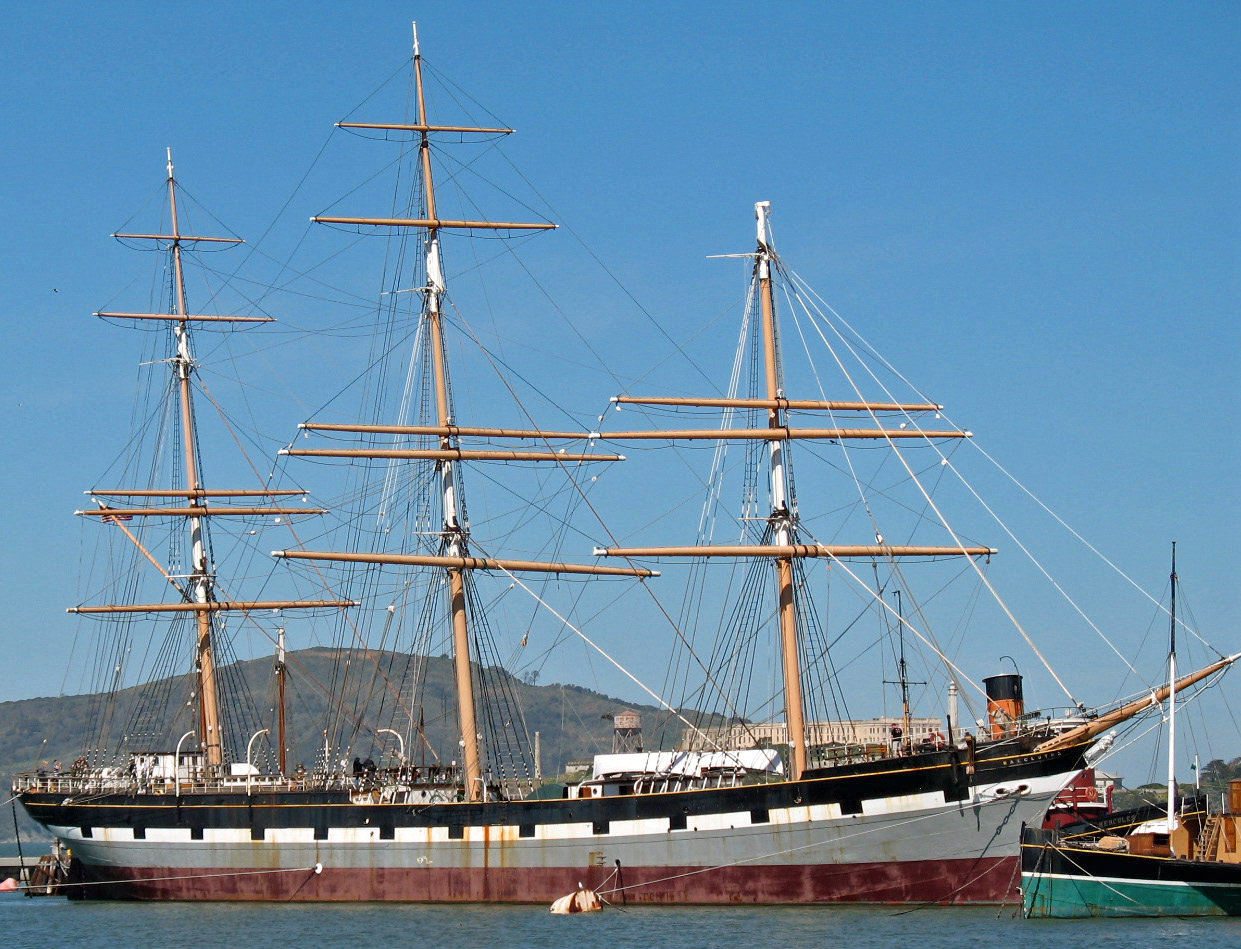
Balclutha
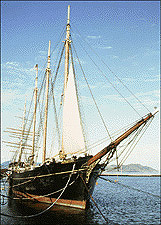
C.A. Thayer
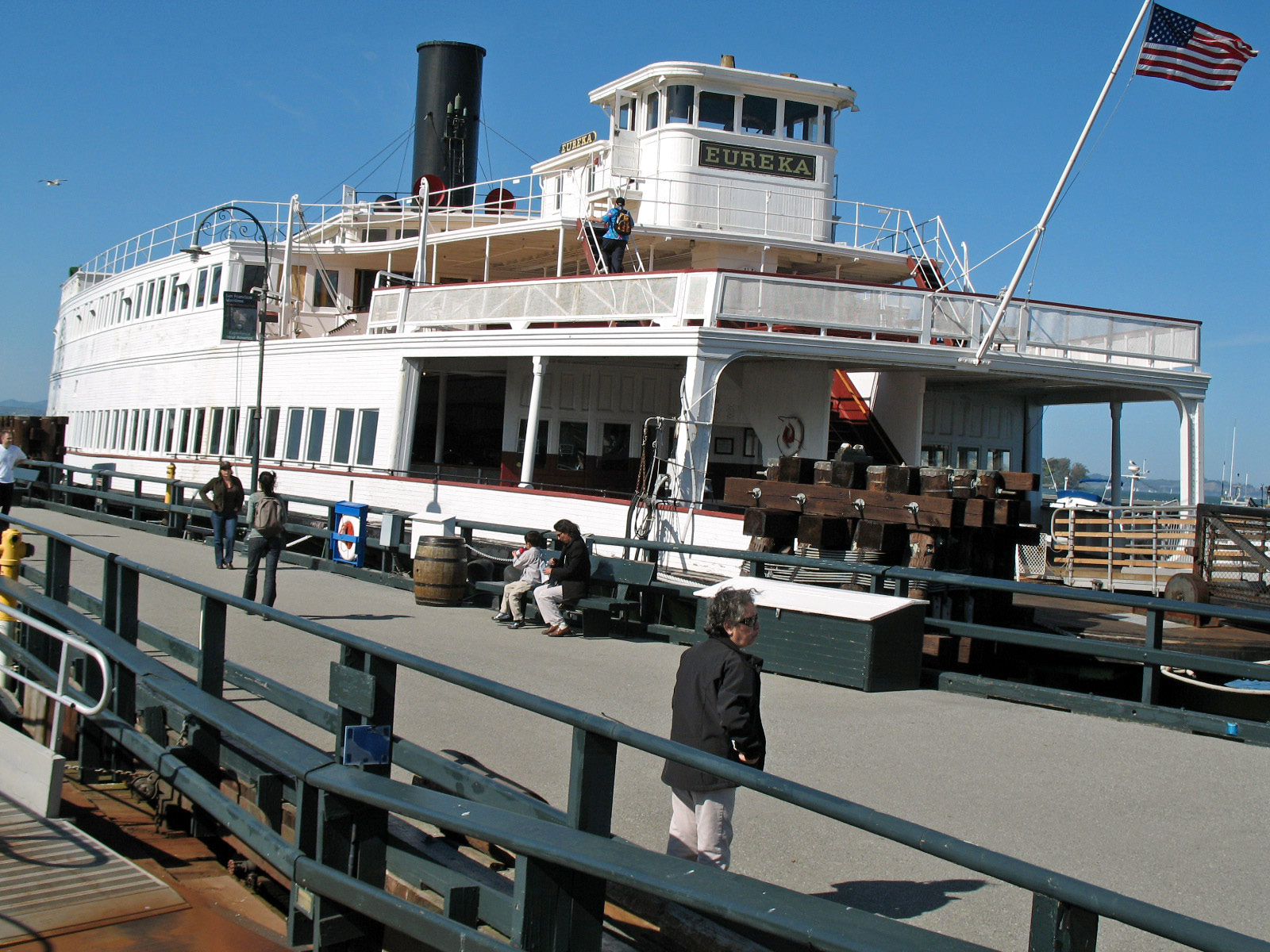
Eureka
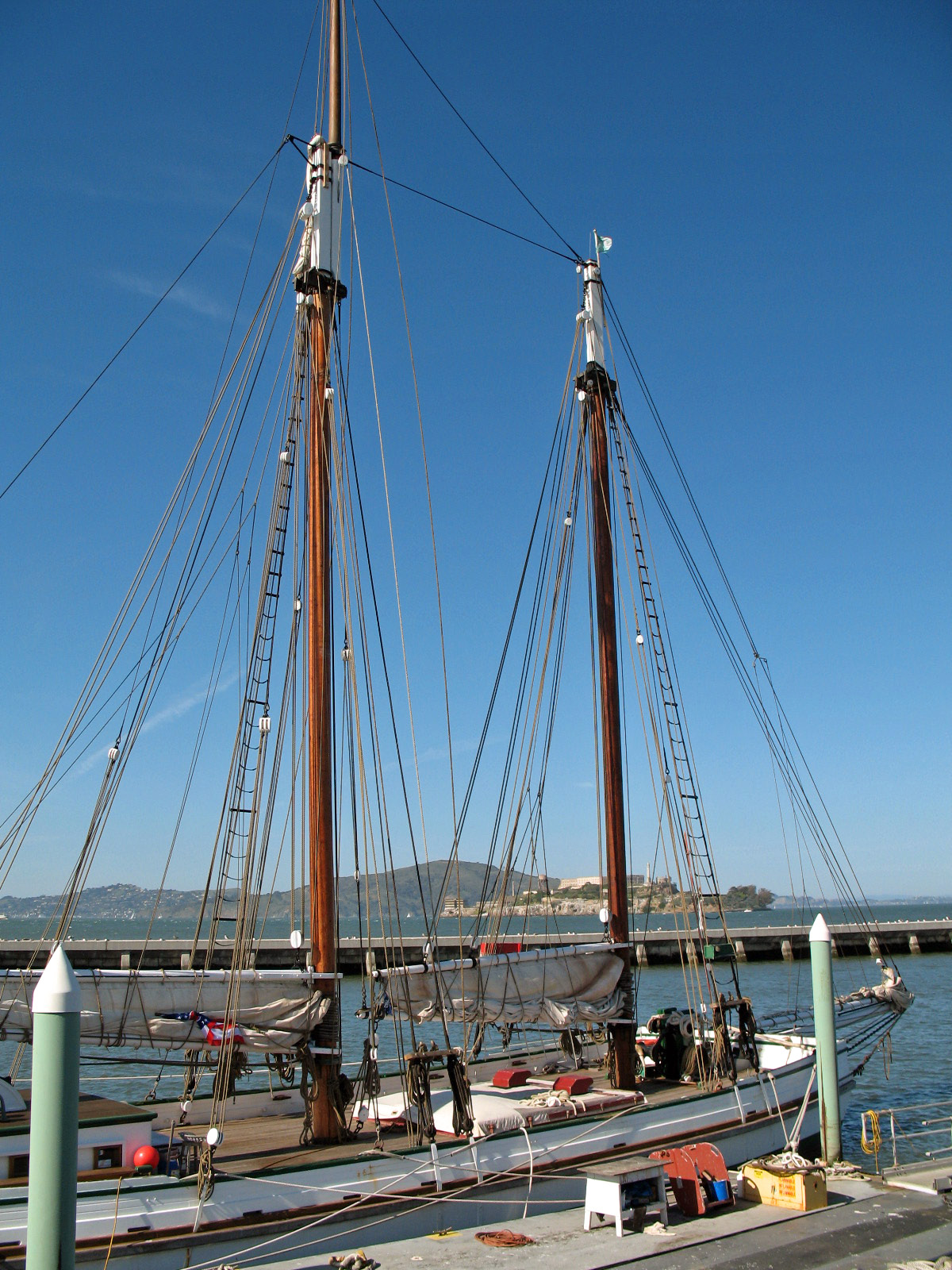
Alma
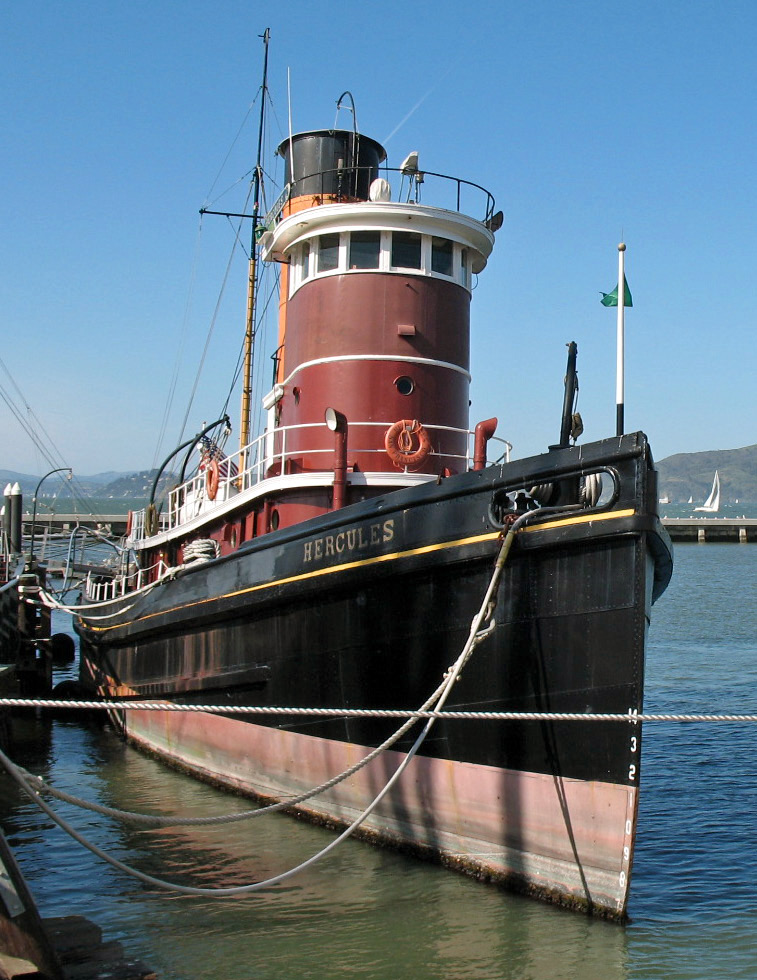
Hercules
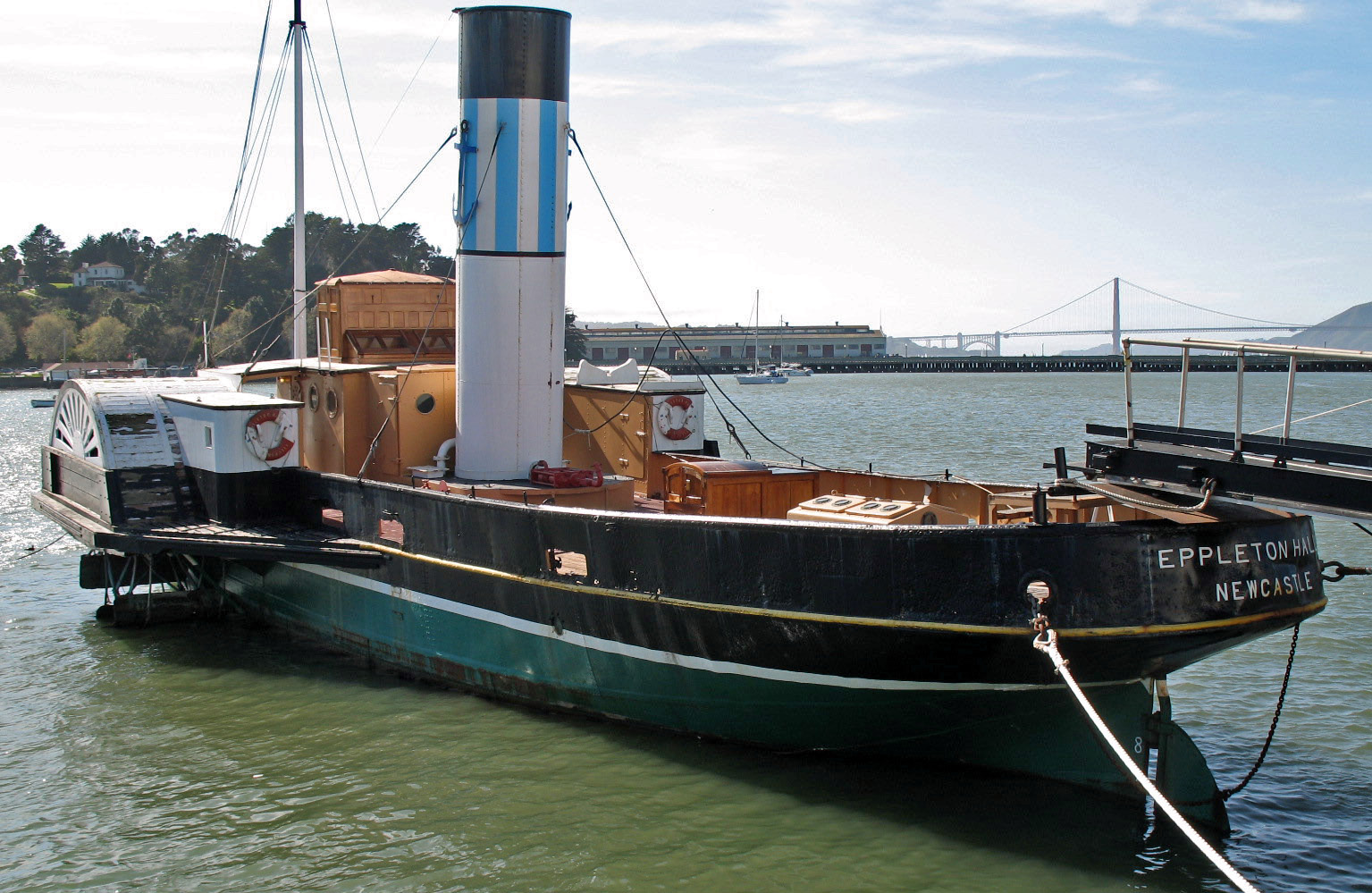
Eppleton Hall

- Balclutha
- C.A. Thayer
- Eureka
- Alma
- Hercules
- Eppleton Hall